# Cédric Horjak
Cédric Horjak est un footballeur français né le 24 février 1979 à Saint-Étienne. 
Il mesure 1,77 m, pèse 67 kg et évolue au poste de milieu de terrain.

## Biographie
Il commence sa jeune carrière au Centre de formation de l'AS Saint-Étienne. 
Il fait sa première apparition dans l'équipe professionnelle des verts lors de la saison de D2 1997-1998.
Avec un faible temps de jeu en loire, il rallie la Suisse et le FC Lausanne-Sport ou il ne joue guère plus.
En 2002, c'est à l'AC Arles alors en CFA 2 qu'il choisit de relancer sa carrière; un an plus tard il s'engage au Nîmes Olympique relégué depuis peu en national. Il s'impose très vite comme un cadre de l'équipe.
Lors de la saison 2007-2008, l'équipe dont il est le capitaine obtient sa remontée en Ligue 2. La saison professionnelle 2008-2009, longuement acquise, ne lui profite cependant que très peu, une blessure au genou en septembre 2008 le contraint en effet à quitter la compétition pour 6 mois minimum. Il ne réapparait sur une feuille de match que le soir de la 37e journée de championnat.
Pour 2009-2010 il revient titulaire pour le tout premier match officiel de la saison, le premier tour de la coupe de la ligue, mais ne refait aucune autre apparition de toute la saison.

## Statistiques
| Saison                | Club                  | Championnat           | Championnat | Championnat | Coupe(s) nationale(s) | Coupe(s) nationale(s) | Coupe UEFA | Coupe UEFA | Total | Total |
| Saison                | Club                  | Division              | M.          | B.          | M.                    | B.                    | M.         | B.         | M.    | B.    |
| 1997-1998             | AS Saint-Etienne      | Ligue 2               | 5           | 0           | 0                     | 0                     | 0          | 0          | 5     | 0     |
| 1998-1999             | AS Saint-Etienne      | Ligue 2               | 2           | 0           | 3                     | 0                     | 0          | 0          | 5     | 0     |
| Sous-total            | Sous-total            | Sous-total            | 7           | 0           | 3                     | 0                     | 0          | 0          | 10    | 0     |
| 2000-2001             | FC Lausanne-Sport     | Division 1            | 13          | 0           | 0                     | 0                     | 7          | 1          | 20    | 1     |
| Sous-total            | Sous-total            | Sous-total            | 13          | 0           | 0                     | 0                     | 7          | 1          | 20    | 1     |
| 2002-2003             | AC Arles              | CFA 2                 | 1           | 0           | 0                     | 0                     | 0          | 0          | 1     | 0     |
| Sous-total            | Sous-total            | Sous-total            | 1           | 0           | 0                     | 0                     | 0          | 0          | 1     | 0     |
| 2003-2004             | Nîmes Olympique       | National              | 33          | 2           | 1                     | 0                     | 0          | 0          | 34    | 2     |
| 2004-2005             | Nîmes Olympique       | National              | 26          | 1           | 3                     | 0                     | 0          | 0          | 29    | 1     |
| 2005-2006             | Nîmes Olympique       | National              | 26          | 1           | 0                     | 0                     | 0          | 0          | 26    | 1     |
| 2006-2007             | Nîmes Olympique       | National              | 26          | 2           | 1                     | 0                     | 0          | 0          | 27    | 2     |
| 2007-2008             | Nîmes Olympique       | National              | 35          | 3           | 1                     | 0                     | 0          | 0          | 36    | 3     |
| 2008-2009             | Nîmes Olympique       | Ligue 2               | 6           | 0           | 1                     | 0                     | 0          | 0          | 7     | 0     |
| 2009-2010             | Nîmes Olympique       | Ligue 2               | 0           | 0           | 1                     | 0                     | 0          | 0          | 1     | 0     |
| Sous-total            | Sous-total            | Sous-total            | 152         | 9           | 9                     | 0                     | 0          | 0          | 161   | 9     |
| Total sur la carrière | Total sur la carrière | Total sur la carrière | 173         | 9           | 12                    | 0                     | 7          | 1          | 192   | 10    |